# HMS TLC-18 (1940)

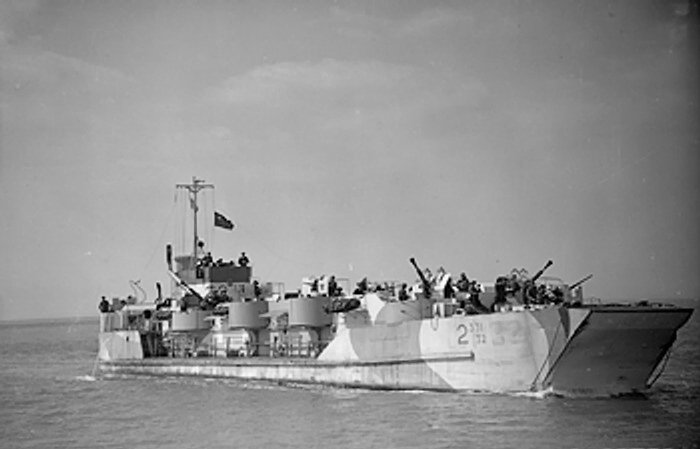
Landing Craft met luchtafweergeschut

HMS TLC-18 (A 18) (Landing craft) was een Brits landingsvaartuig (TLC Mk.I) van 327 ton. Ze werd ontworpen in 1940 door R & W. Hawthorn, Leslie & Co. Ltd, Hebburn-on-Tyne. De Britse Admiraliteit was de eigenaar van deze veelvoorkomende landingsvaartuigen. Het is niet bekend hoeveel manschappen er aan boord waren. Haar opgedragen aanvalsroute begon op 10 oktober 1941 vanuit Mersa Matruh, Egypte, naar Tobroek, Oost-Libië. 

## Gebeurtenissen
Op 21 januari 1941 werd Tobroek veroverd door de geallieerden, maar werd daarna belegerd door Duitse en Italiaanse troepen onder leiding van Erwin Rommel. Tobroek kwam op 21 juni 1942 in Duitse en Italiaanse handen. Op 11 november 1942 werd Tobroek weer heroverd door de geallieerden.

## Geschiedenis
Om 04.02 u. en 04.17 u. op 10 oktober 1941, vuurde de U-331 van Freiherr Hans-Diedrich von Tiesenhausen een torpedo op de drie bijna aangekomen landingsvaartuigen HMS TLC-2 (A 2), HMS TLC-7 (A 7) en HMS TLC-18 (A 18) nabij Ashila Rocks in de buurt van Sidi Barrani. Na de misgelopen torpedoaanval, kwam de Duitse onderzeeboot boven water en begon de U-331 een geschutsduel op de gemiste landingsschepen en met een tweede torpedoaanval omstreeks 04.39 uur. HMS TLC-18 (A 18) werd enigszins beschadigd door het geschutsvuur van de Duitse onderzeeër in positie 31°10' N. en 26°42' O. Deze verwondde ernstig de stuurman/onderluitenant G.S. Sinclair RNR, en dwongen het TLC-landingsvaartuig terug te laten keren naar Mersa Matruh. 
Tijdens deze aanval boven water, werden twee Duitse matrozen van de geschutsbemanning gewond, waarvan een van hen, bootsman Hans Gerstenich, even later stierf aan zijn verwondingen.
Op 18 oktober 1941, omstreeks 23.54 uur ’s nachts, vuurde de U-79, onder bevel van Wolfgang Kaufmann, een spreidschot af van vier torpedo’s op de Britse sleepboot C-307 en joeg vervolgens op de Britse landingsvaartuigen HMS TLC-13 (A 13), HMS TLC-17 (A 17), en HMS TLC-18 (A 18), die in positie 32°10’ N. en 24°18’ O. werden gesleept door de Britse sleepboot. Kaufmann nam een zware detonatie waar op de landingsvaartuigen, die niet gezien werden door de donkere nacht, maar blijkbaar hadden de torpedo’s wel de doelen gemist. Het is mogelijk dat de U-559 onder bevel van Hans Heidtmann, ook een spreidschot op hetzelfde sleepkonvooi, twee uren eerder had afgeschoten, om 21.44 uur in positie 32°40’ Noord en 35°34’ Oost. Heidtmann observeerde een treffer na 3 min. 27 sec. op een escortevaartuig die de drie landingsvaartuigen begeleidde, maar dit is niet met zekerheid door de geallieerden bevestigd.
- Zie ook: Landing Craft Infantry